# Magyarország az 1982-es atlétikai Európa-bajnokságon
Magyarország a görögországi Athénben megrendezett 1982-es atlétikai Európa-bajnokság egyik részt vevő nemzete volt. Az ország a versenyen 18 sportolóval képviseltette magát.

## Érmesek
| Érem  | Versenyző   | Versenyszám | Dátum          |
| ----- | ----------- | ----------- | -------------- |
| Bronz | Bakosi Béla | Hármasugrás | szeptember 10. |

## Eredmények

### Férfi
| Versenyző                                            | Versenyszám | Előfutam | Előfutam | Előfutam | Elődöntő | Elődöntő | Elődöntő | Döntő   | Döntő    |
| Versenyző                                            | Versenyszám | Idő      | Hely.    | Össz.    | Idő      | Hely.    | Össz.    | Idő     | Helyezés |
| ---------------------------------------------------- | ----------- | -------- | -------- | -------- | -------- | -------- | -------- | ------- | -------- |
| Tatár István                                         | 100 m       | 10,69    | 7.       | 27.      | kiesett  | kiesett  | kiesett  | kiesett | kiesett  |
| Kovács Attila                                        | 100 m       | 10,64    | 4.       | 24.      | kiesett  | kiesett  | kiesett  | kiesett | kiesett  |
| Nagy István                                          | 200 m       | 21,00    | 2.       | 9.       | 20,82    | 2.       | 7.       | 20,62   | 5.       |
| Babály László                                        | 200 m       | 21,39    | 6.       | 21.      | kiesett  | kiesett  | kiesett  | kiesett | kiesett  |
| Újhelyi Sándor                                       | 400 m       | 46,46    | 4.       | 7.       | 46,59    | 7.       | 12.      | kiesett | kiesett  |
| Szekeres Ferenc                                      | Maraton     |          |          |          |          |          |          | 2:22:41 | 15.      |
| Tatár István Nagy István Babály László Kovács Attila | 4 × 100 m   |          |          |          |          |          |          | 39,01   | 6.       |
| Bakos György                                         | 110 m gát   | 13,98    | 4.       | 14.      | 14,06    | 6.       | 14.      | kiesett | kiesett  |
| Simon-Balla István                                   | 400 m gát   | 51,61    | 8.       | 19.      | kiesett  | kiesett  | kiesett  | kiesett | kiesett  |

| Versenyző     | Versenyszám   | Selejtező | Selejtező | Döntő    | Döntő    |
| Versenyző     | Versenyszám   | Eredmény  | Helyezés  | Eredmény | Helyezés |
| ------------- | ------------- | --------- | --------- | -------- | -------- |
| Szalma László | Távolugrás    | 784 cm    | 10.       | 774 cm   | 11.      |
| Pálóczi Gyula | Távolugrás    | 749 cm    | 21.       | kiesett  | kiesett  |
| Bakosi Béla   | Hármasugrás   |           |           | 17,04 m  |          |
| Tánczi Tibor  | Kalapácsvetés | 71,04 m   | 14.       | kiesett  | kiesett  |

### Női
| Versenyző      | Versenyszám | Előfutam | Előfutam | Előfutam | Elődöntő | Elődöntő | Elődöntő | Döntő   | Döntő    |
| Versenyző      | Versenyszám | Idő      | Hely.    | Össz.    | Idő      | Hely.    | Össz.    | Idő     | Helyezés |
| -------------- | ----------- | -------- | -------- | -------- | -------- | -------- | -------- | ------- | -------- |
| Forgács Judit  | 400 m       | 51,88    | 4.       | 9.       |          |          |          | 52,49   | 8.       |
| Szabó Karolina | Maraton     |          |          |          |          |          |          | 2:41:51 | 6.       |

| Versenyző     | Versenyszám   | Selejtező | Selejtező | Döntő    | Döntő    |
| Versenyző     | Versenyszám   | Eredmény  | Helyezés  | Eredmény | Helyezés |
| ------------- | ------------- | --------- | --------- | -------- | -------- |
| Sterk Katalin | Magasugrás    | 188 cm    |           | 191 cm   | 8.       |
| Béla Emese    | Magasugrás    | 188 cm    |           | 188 cm   | 9.       |
| Vanyek Zsuzsa | Távolugrás    | 651 cm    | 9.        | 652 cm   | 9.       |
| Janák Mária   | Gerelyhajítás | 60,24 m   | 8.        | 61,20 m  | 10.      |

| Versenyző     | Versenyszám | 100 m gát | 100 m gát | Magasugrás | Magasugrás | Súlylökés | Súlylökés | 200 m | 200 m | Távolugrás | Távolugrás | Gerelyhajítás | Gerelyhajítás | 800 m   | 800 m | Végeredmény | Végeredmény |
| Versenyző     | Versenyszám | Idő       | Pont      | Eredmény   | Pont       | Eredmény  | Pont      | Idő   | Pont  | Eredmény   | Pont       | Eredmény      | Pont          | Idő     | Pont  | Pont        | Helyezés    |
| ------------- | ----------- | --------- | --------- | ---------- | ---------- | --------- | --------- | ----- | ----- | ---------- | ---------- | ------------- | ------------- | ------- | ----- | ----------- | ----------- |
| Vanyek Zsuzsa | Hétpróba    | 14,27     |           | 177 cm     |            | 12,61 m   |           | 25,09 |       | 648 cm     |            | 33,84 m       |               | 2:14,75 |       |             | 12.         |